# William Howard Doane
William Howard Doane, född 1832, död 1915. Doane var amerikansk affärsman, kompositör och utgivare av andliga sånger. Han finns representerad i bland annat Den svenska psalmboken 1986 med tonsättning av en psalm, (nr 211), och i Psalmer och Sånger 1987 med fem tonsättningar samt i Frälsningsarméns sångbok 1990 med fjorton psalmmelodier (bl.a. FA nr 478).

## Psalmer
- All ära till Gud (FA nr 478) tonsatt 1875
- Endast ett steg till Jesus (FA nr 336) tonsatt 1877
- Finns här ett ångerfullt hjärta (FA nr 338)
- Jag är din, o Gud (FA nr 421)
- Jesus kär, gå ej förbi mig (1986 nr 211) tonsatt 1868 Finns på Wikisource.
- Min sång skall bli om Jesus (FA nr 509) tonsatt 1875 Finns på Wikisource.
- Om din synd än är blodröd (FA nr 363)
- Rädda de döende (FA nr 635) Finns på Wikisource.
- Sjung, Guds folk, på pilgrimsvägen
- Säg mig den gamla sanning (FA nr 369)
- Tag det namnet Jesus med dig (FA nr 370) Finns på Wikisource.
- Till frälsningens saliga brunnar vi går (FA nr 448) Finns på Wikisource.
- Trygg i min Jesu armar (FA nr 594)
- Tätt vid korset, Jesus kär (FA nr 450) tonsatt 1876 Finns på Wikisource.
- Vem kan mig visa vägen hem till min Faders hus (FA nr 375) tonsatt 1868